# Natalie Clifford Barney
Natalie Clifford Barney (Dayton, 31 de octubre de 1876-París, 2 de febrero de 1972) fue una escritora, poetisa y novelista estadounidense que vivió como expatriada en París. Fue anfitriona de las reuniones literarias del llamado salón de Barney, que se celebraron durante más de sesenta años en su casa situada en el Rive gauche de París y que congregaron a escritores y artistas de todo el mundo, incluyendo a muchas figuras importantes de la literatura francesa, junto con modernistas estadounidenses y británicos de la llamada «generación perdida». Trabajó para promover a mujeres escritoras y  para ello, creó la «Academia de las mujeres» en respuesta a la Academia francesa, compuesta exclusivamente por hombres. Al mismo tiempo brindó apoyo e inspiración a escritores masculinos como Remy de Gourmont y Truman Capote.
Era abiertamente lesbiana y comenzó a publicar poemas de amor dedicados a la mujer bajo su propio nombre desde 1900, ya que consideraba que el escándalo era «la mejor manera de librarse de las molestias» —refiriéndose a la atención de hombres jóvenes heterosexuales—. Apoyó en su obra el feminismo y el pacifismo. Se opuso a la monogamia y mantuvo al mismo tiempo relaciones de corta y larga duración, que incluyeron romances intermitentes con la poeta Renée Vivien y la bailarina Armen Ohanian y una relación de cincuenta años con la pintora Romaine Brooks. Su vida y sus amores sirvieron de inspiración para muchas novelas, como el best seller francés Idilio sáfico de Liane de Pougy o  El pozo de la soledad de Radclyffe Hall, sin duda la novela de temática lésbica más famosa del siglo XX.

## Biografía

### Primeros años

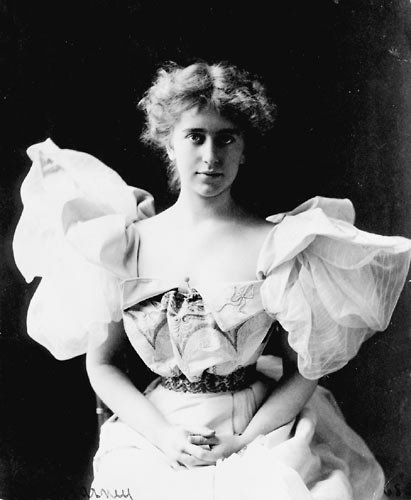
Natalie Barney adolescente, fotografía tomada por Frances Benjamin Johnston.

Natalie Barney nació en Dayton, Ohio, el 31 de octubre de 1876; sus padres fueron Albert Clifford Barney y la pintora Alice Pike Barney. Albert era hijo de un rico fabricante de vagones de ferrocarril de ascendencia inglesa, mientras que Alice era de ascendencia francesa, neerlandesa y alemana. Cuando tenía seis años, Natalie y su familia pasaron el verano en el Long Beach Hotel en Nueva York, donde Oscar Wilde dictó una conferencia durante su gira por Estados Unidos. Wilde la levantó en brazos mientras corría junto a él huyendo de un grupo de niños, la llevó fuera de su alcance y luego la sentó en sus rodillas y le contó una historia. Barney relató este incidente en Adventures of the Mind. Al día siguiente se unió a la niña y su madre en la playa, aquella conversación cambió el curso de la vida de Alice y le inspiró para dedicarse al arte de forma seria, a pesar de la desaprobación de su marido. Tiempo después, Alice Pike Barney estudió pintura con Carolus-Duran y James McNeill Whistler; muchas de sus obras se encuentran ahora en la colección del Smithsonian American Art Museum.
Al igual que muchas niñas de su tiempo, Natalie Barney recibió una educación carente de organización. Su interés por el francés surgió por una institutriz que le leía en voz alta historias de Julio Verne, por lo que tuvo que aprender rápidamente el idioma para poder entenderlas. Más adelante, junto a su hermana menor Laura Clifford Barney, asistió a Les Ruches, una escuela francesa fundada por la feminista Marie Souvestre a la que asistieron algunas personas destacadas como Eleanor Roosevelt. Al llegar a la edad adulta hablaba francés con fluidez y sin acento americano, y decidió establecerse en París. Casi todas sus obras publicadas fueron escritas en francés. 

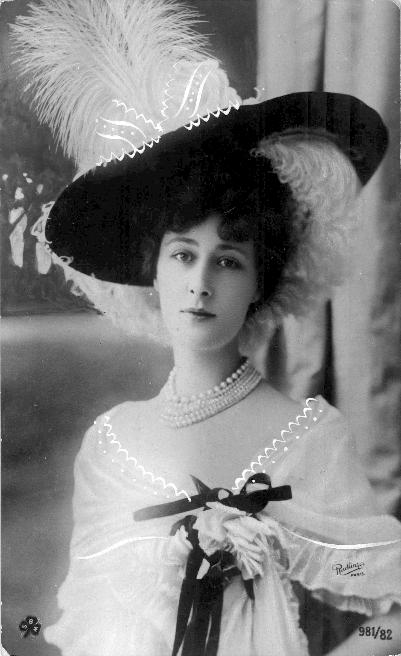
Una postal de Liane de Pougy.

Cuando tenía diez años, su familia se mudó a Washington D. C. y pasaban los veranos en Bar Harbor, Maine. A menudo era mencionada en los periódicos de Washington por ser la hija rebelde y poco convencional de una de las familias más ricas de la ciudad. Cuando contaba con unos veinte años apareció en los titulares por galopar a través de Bar Harbor montada a horcajadas, en lugar de como una dama, al estilo amazona, de lado con las piernas juntas, mientras conducía al mismo tiempo un segundo caballo que llevaba delante de ella con una correa.
Barney diría después que se sabía lesbiana desde los 12 años, y que estaba decidida a «vivir abiertamente, sin ocultar nada». En 1899, después de ver a la cortesana Liane de Pougy en un salón de baile en París, se presentó en su residencia disfrazada de paje y le anunció que era un «paje del amor» enviado por Safo. Aunque De Pougy fue una de las mujeres más famosas de Francia, constantemente asediada por hombres ricos y con títulos, la audacia de Barney le encantó. Su breve aventura se convirtió en el tema de la novela de Pougy, Idilio sáfico (Idylle Saphique), un ejemplo clásico de roman à clef —término francés para designar una novela que describe la vida real detrás de una fachada de ficción—. Publicado en 1901, este libro se convirtió en la comidilla de París y fue reimpreso al menos 69 veces en su primer año. Era reconocible la figura de Natalie como modelo de uno de los personajes. Para ese entonces habían terminado su relación después de pelear en varias ocasiones por el deseo de Barney de «rescatar» a de Pougy de su vida como cortesana. La literatura sobre relaciones lésbicas era algo común en Francia pero la mayoría de los libros eran escritos por hombres y dedicados a ellos. En general se castigaba a las mujeres por tener inclinaciones “pervertidas”. La obra de Pougy estaba destinada a que gustara a todo tipo de lectores. Sin embargo, el final es la muerte de la protagonista, que según ella "era necesario en aquellos tiempos para encontrar un editor que quisiera publicar un libro de ese tema”.
Barney contribuyó en un capítulo del Idilio sáfico en el que se describió reclinada a los pies de Pougy en un palco de teatro, viendo a Sarah Bernhardt interpretar Hamlet. Durante el intermedio, Barney —como «Flossie»— compara la situación de Hamlet con la de las mujeres: «¿Qué hay de las mujeres que sienten pasión por la acción cuando el destino implacable dispone de ellas encadenándolas? El destino nos hizo mujeres en un momento en que la ley de los hombres es la única ley que se reconoce». En este libro aparece la traducción del francés al inglés de la cita. También escribió Lettres à une Connue (Cartas a una mujer que he conocido), su propia novela epistolar sobre el asunto. A pesar de que no pudo encontrar un editor para el libro y que más tarde lo llamó ingenuo y torpe, es notable por su defensa de la homosexualidad, que ella consideraba natural y comparable con el albinismo. «Mi rareza» —dijo—, «no es un vicio, no es deliberada y no perjudica a nadie».

### Mujeres en su vida

#### Eva Palmer-Sikelianos

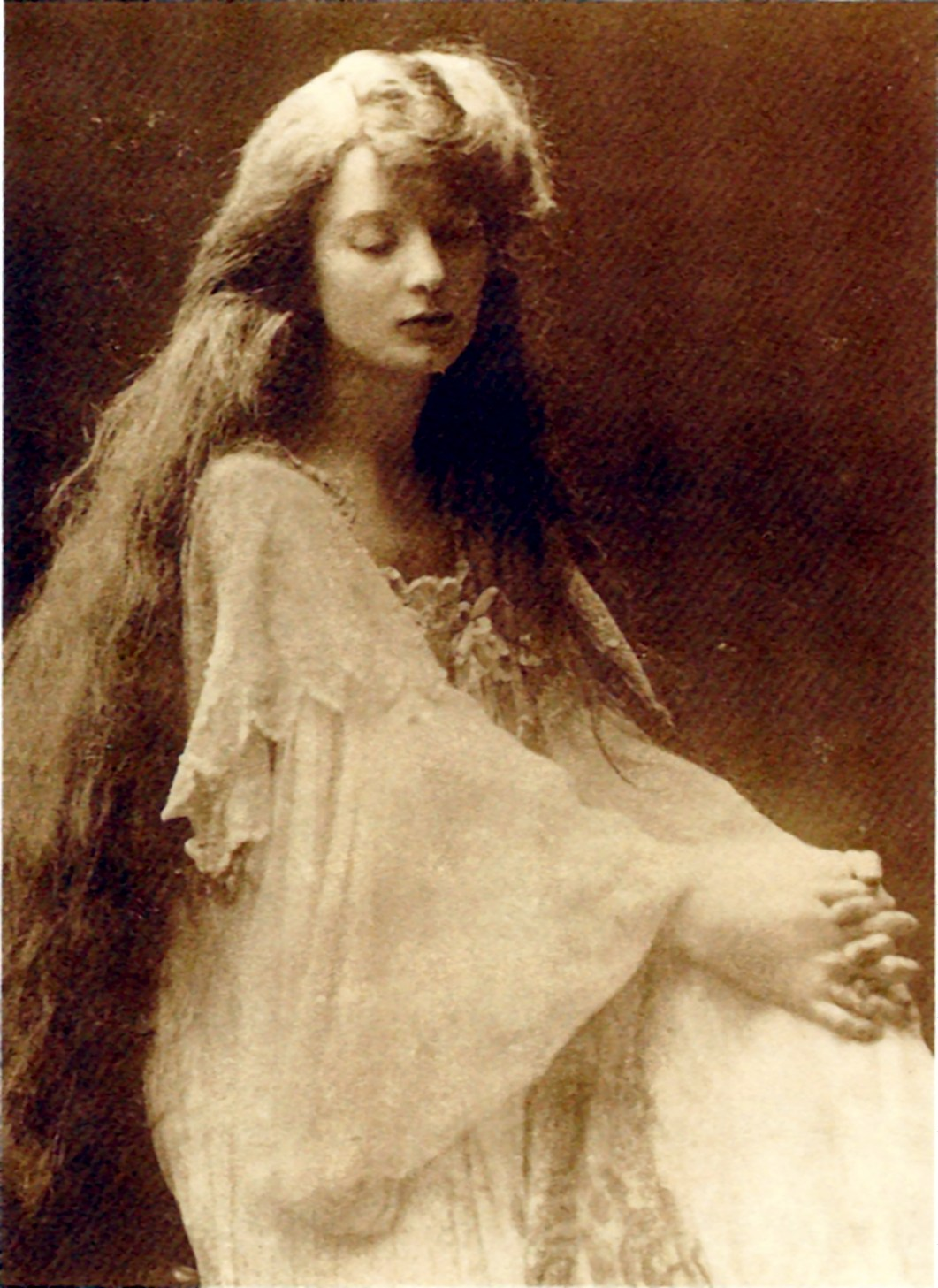
Eva Palmer-Sikelianos

La más temprana relación íntima de Natalie Barney fue con Eva Palmer. Se conocieron en 1893, durante unas vacaciones de verano en Bar Harbor, Maine. Compartían el interés en la poesía, la literatura y los paseos a caballo. Barney comparaba a Palmer con una virgen medieval, por su cabellera rojiza que le llegaba hasta los tobillos, sus ojos color verde mar y su apariencia. Permanecieron cercanas por varios años; compartieron un apartamento en el 4 de rue Chalgrin en París y posteriormente cada una tuvo su propio espacio en Neuilly-sur-Seine. Barney solicitaba con frecuencia la ayuda de Palmer cuando perseguía románticamente a otras mujeres, por ejemplo, Renée Vivien.
Finalmente, Palmer dejó a Barney para marcharse a Grecia y más adelante se casó con Angelos Sikelianos. Su relación no sobrevivió a este giro de los acontecimientos, Barney tenía una mala opinión de Sikelianos y esto provocó un intercambio de exaltadas cartas. Años después recuperaron la amistad y fueron capaces de evaluar con madurez el papel que cada una desempeñó en la vida de la otra.

#### Renée Vivien

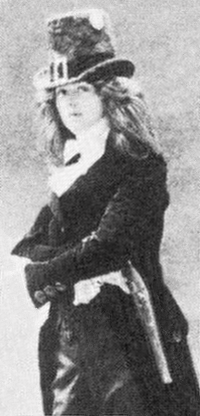
Renée Vivien en 1909.

En noviembre de 1899, conoció a la poeta Pauline Tarn, más conocida por su seudónimo de Renée Vivien. Para Vivien fue amor a primera vista, mientras que Barney se fascinó con ella tras escucharla recitar uno de sus poemas, que describió como «perseguido por el deseo de la muerte». A Perilous Advantage. Su relación sentimental fue también un intercambio creativo que las inspiró a ambas para escribir. Barney proporcionó un marco teórico feminista que Vivien exploró en su poesía. Adaptaron las imágenes de los poetas simbolistas junto con las convenciones del amor cortés para describir el amor entre mujeres y encontraron también ejemplos de mujeres heroicas en la historia y la mitología. Vivien también creía en la fidelidad, cosa que Barney no estaba dispuesta a aceptar. Mientras Barney estaba visitando a su familia en Washington D. C. en 1901, Vivien dejó de contestar sus cartas. Barney intentó volver con ella durante años, hasta el punto de convencer a una amiga, la mezzosoprano operística Emma Calvé, para que cantase en la ventana de Vivien para poder lanzar un poema —envuelto alrededor de un ramo de flores— hasta su balcón. Tanto las flores como el poema fueron interceptados y devueltos por una institutriz.
En 1904 escribió Je me souviens (Yo recuerdo), un poema en prosa intensamente personal acerca de su relación, que presentó escrito a mano a Vivien en un intento de hacerla regresar. Se reconciliaron y viajaron juntas a Lesbos, donde vivieron felices por un corto tiempo, haciendo planes para crear una escuela de poesía para mujeres como la que Safo, según la tradición, había fundado en Lesbos unos 2500 años antes. Sin embargo, Vivien recibió una carta de su amante Hélène (la baronesa de Zuylen de Nyevelt) y se dirigió a Constantinopla para romper con ella en persona. Tenía previsto reunirse con Barney en París, pero decidió quedarse con la baronesa y esta vez la ruptura fue permanente.
La salud de Vivien decayó rápidamente poco después. De acuerdo con su amiga y vecina Colette, no comía casi nada y bebía mucho, incluso se lavaba la boca con agua perfumada para ocultar el olor a alcohol. Según Karla Jay, los escritos de Colette han llevado a algunas personas a considerar que Vivien sufría de anorexia nerviosa, pero este diagnóstico aún no existía en la época. Vivien también era adicta al sedante hidrato de cloral. En 1908 intentó suicidarse con una sobredosis de láudano, muriendo finalmente al año siguiente. En sus memorias, escritas cincuenta años más tarde, Barney dijo: «No podía ser salvada. Su vida fue un largo suicidio. Todo se convertía en polvo y cenizas en sus manos».

#### Affaires, semi-affaires y aventuras
Barney practicaba y defendía lo que actualmente se conoce como poliamor. Ya en 1901, en Cinq Petits Dialogues Grecs, abogaba en favor de las relaciones múltiples y en contra de los celos; en Èparpillements escribió «Una es infiel a aquellos que una ama para que su encanto no se convierta en mero hábito». En A Perilous Advantage, aunque ella misma podía sentirse celosa, alentaba activamente por lo menos a algunas de sus amantes a ser también no monógamas.
Debido en parte a la temprana biografía que Jean Chalon realizó sobre ella, publicada en Inglaterra como Retrato de una seductora, se la conocía principalmente por sus numerosas relaciones más que por sus obras o por su salón. En una ocasión escribió una lista dividida en tres categorías: affaires, semi-affaires y aventuras. Colette era un semi-affaire, mientras que la artista y diseñadora de muebles Eyre de Lanux, con la que había mantenido una relación intermitente durante varios años, estaba como una aventura. Entre sus affaires (las relaciones que ella consideraba más importantes) se encontraban Olive Custance, Renée Vivien, Élisabeth de Gramont, Romaine Brooks y Dolly Wilde. De estas, las tres relaciones más duraderas fueron con de Gramont, Brooks y Wilde; desde 1927, se relacionó con las tres simultáneamente, una situación que terminó solamente con la muerte de Wilde. Sus affaires más cortos, tales como con Colette y Lucie Delarue-Mardrus, evolucionaron a amistades para toda la vida.

#### Élisabeth de Gramont

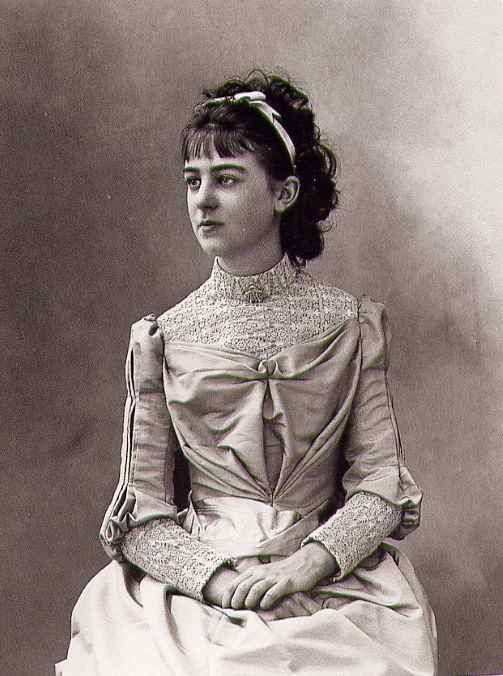
Elisabeth de Gramont en 1889.

Elisabeth de Gramont, la duquesa de Clermont-Tonnerre, fue una escritora conocida por sus populares memorias. Descendiente de Enrique IV de Francia, creció entre la aristocracia; cuando era una niña, según Janet Flanner, «los campesinos de su granja... le rogaban que no se limpiara los zapatos antes de entrar en sus casas». Echaba la vista atrás a este mundo perdido de riqueza y privilegio con escaso pesar y fue conocida como la «duquesa roja» por su apoyo al socialismo. Estaba casada y tenía dos hijas en 1910, cuando conoció a Natalie Barney; se dice que su marido era violento y tiránico. Con el tiempo se separaron y en 1918 Barney y ella redactaron un contrato matrimonial declarando que «ninguna unión será tan fuerte como esta unión, ni otra afiliación más tierna -ni ninguna relación más duradera-».
De Gramont aceptó la no-monogamia de Barney (tal vez renuentemente al principio) e hizo todo lo posible por ser cortés con sus otras amantes, incluyendo siempre a Romaine Brooks cuando invitaba a Barney de vacaciones en el campo. La relación continuó hasta la muerte de Gramont en 1954.

#### Romaine Brooks
Barney mantuvo su relación más duradera con la pintora estadounidense Romaine Brooks, a quien conoció sobre 1914. Brooks se especializó en retratos y destacó por su uso cromático de la gama de grises, negros y blancos. Durante la década de 1920 realizó retratos de varios miembros del círculo social de Barney, incluyendo a de Gramont y la propia Barney.
Brooks toleraba los affaires esporádicos de Barney lo suficiente para bromear con ella de ellos, y tuvo algunos affaires propios a lo largo de los años, pero podía ponerse celosa cuando un nuevo amorío se tornaba serio. Generalmente, se iba de la ciudad, pero llegó a un punto en que dio a Barney un ultimátum: elegir entre ella y Dolly Wilde, pacificándose cuando Barney cedió. Al mismo tiempo, aunque Brooks sentía devoción por Barney, no quería vivir con ella como una pareja a tiempo completo; París no le gustaba, desdeñaba las amistades de Barney, odiaba la constante socialización con la que Barney florecía y sentía que era ella misma cuando estaba completamente sola. Para satisfacer la necesidad de soledad de Brooks, construyeron una casa de veraneo que tenía dos alas separadas unidas por un comedor, que llamaron Villa Trait d'Union. Brooks también pasaba gran parte del año en Italia o viajando por otras zonas de Europa, lejos de Barney. Permanecieron devotas la una a la otra durante más de cincuenta años.

#### Dolly Wilde
Dolly Wilde era la sobrina de Oscar Wilde y la última persona de la familia que portó el apellido Wilde. Era famosa por su ingenio con los epígramas pero, al contrario que con su famoso tío, nunca consiguió aplicar su talento en una obra escrita publicada: su único legado son sus cartas. Realizó algunos trabajos como traductora y fue mantenida frecuentemente gracias a terceras personas, incluyendo a Natalie Barney, a la que conoció en 1927.
Como Vivien, Wilde parecía obcecada en conseguir autodestruirse. Bebía mucho, era adicta a la heroína e intentó suicidarse varias veces. Barney financió sus desintoxicaciones, que nunca llegaron a ser efectivas: salió de una estancia en una residencia de enfermos con una nueva dependencia a una sustancia que estimulaba el sueño, el paraldehído, que en aquel tiempo se administraba sin receta médica.
En 1939 se le diagnosticó un cáncer de mama y rechazó la cirugía, buscando tratamientos alternativos.El año siguiente, la Segunda Guerra Mundial la separó de Barney, ella huyó a Inglaterra mientras Barney y Brooks se iban a Italia. Murió en 1941 por causas que nunca llegaron a explicarse del todo, posiblemente por una sobredosis de paraldehído.

### Segunda Guerra Mundial y años posteriores
Las posturas de Barney durante la Segunda Guerra Mundial fueron controvertidas. En 1937, Una Troubridge se quejó de que Barney «hablaba mucho de tonterías a medio hacer sobre la tiranía del fascismo». Barney misma era una octava parte judía y durante la guerra en Italia, pudo ser mandada a un campo de concentración, cosa que evitó solamente porque telegrafió a su hermana Laura para pedir un documento certificado de su confirmación. No obstante, al no tener fuentes de información sobre la guerra, se creyó la propaganda de las potencias del Eje que describían a los aliados como agresores, por lo que el profascismo parecía una consecuencia lógica a su pacifismo. Un memorando no publicado que escribió durante la guerra es claramente profascista y antisemita, citando discursos de Hitler, aparentemente con su consentimiento.
Es posible que los pasajes antisemitas que aparecen en las memorias fueran usados como evidencia de que no era judía. Como alternativa, posiblemente estaba influida por las emisiones radiofónicas antisemitas de Ezra Pound. En cualquiera de los casos, sí que ayudó a escapar de Italia a una pareja judía, consiguiéndoles un pasaje de barco a Estados Unidos. Para el final de la guerra su postura nuevamente había cambiado, viendo a los aliados como los libertadores.
Villa Trait d'Union fue destruido en un bombardeo. Después de la guerra, Brooks rechazó una invitación a vivir con Barney en París; permaneció en Italia y se visitaban con frecuencia. Su relación siguió siendo monógama hasta mediados de los años 1950, cuando Barney conoció a Janine Lahovary, mujer de un embajador rumano retirado. Lahovary intentó entablar amistad con Romaine Brooks, mientras que Barney le aseguró a Brooks que su relación seguía estando en primer término, con lo cual el triángulo aparentemente era estable.

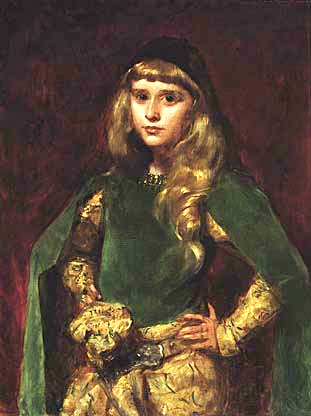
Cuadro de Natalie Barney a la edad de 10 años pintado por Carolus-Duran.

El salón literario volvió a funcionar en 1949 y continuó atrayendo a jóvenes escritores que lo veían como un sitio histórico además de un sitio donde conseguir una reputación. Truman Capote lo visitó de forma intermitente durante casi diez años; describió la decoración como «totalmente de finales de siglo» y recordó que Barney le presentó a muchos de los que habían servido de modelos para En busca del tiempo perdido de Marcel Proust. Alice B. Toklas fue una habitual después de la muerte de Gertrude Stein en 1946. Los viernes de los años 60 sirvieron para honrar a Mary McCarthy y Marguerite Yourcenar, quien en 1980 (ocho años después de la muerte de Barney) se convirtió en la primera mujer en ser miembro de la Academia de la lengua de Francia.
Barney no siguió escribiendo epigramas, aunque sí publicó dos volúmenes de sus memorias sobre los escritores que había conocido, Souvenirs Indiscrets (Indiscreet Memories, 1960) y Traits et Portraits (Traits and Portraits, 1963). También buscó un editor para las memorias de Brooks y consiguió colocar sus cuadros en galerías de arte.
A finales de los años 60 Brooks se tornó cada vez más solitaria y paranoica; se hundió en una depresión y se negaba a ver a los médicos que mandaba Barney. Amargada por la presencia de Lahovary en los últimos años, que ella quería pasar exclusivamente con Barney, finalmente dejaron la relación. Barney continuó escribiéndole, pero nunca recibió contestación. Brooks murió en diciembre de 1970 y Barney el 2 de febrero de 1972 debido a una insuficiencia cardíaca.

## El Salón literario

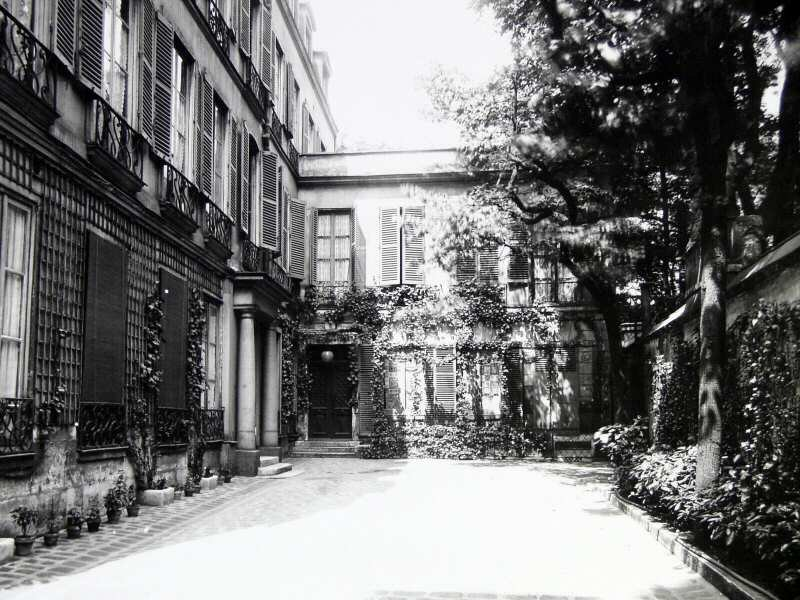
El pabellón de dos plantas de la Rue Jacob 20.

Durante más de 60 años, Barney regentó un salón literario que consistía en una reunión semanal donde la gente socializaba y discutía sobre literatura, arte, música y otros temas de interés. Barney trató principalmente de exhibir obras de mujeres, mientras también hacía sitio a los más importantes escritores varones de su tiempo. Juntó a modernistas expatriados con miembros de la Academia Francesa. Joan Schenkar describió el salón de Barney como «un lugar en el que asignaciones lésbicas y citas con académicos podían coexistir en una especie de animada, fértil y plural disonancia cognitiva».
En la década de 1900 realizó sus primeras reuniones en el salón de su casa de Neuilly. El entretenimiento incluía lecturas de poemas y teatrillos (en los que en ocasiones actuaba Colette, quien fue una de sus amantes). Mata Hari realizó un baile una vez, entrando en el jardín montada en un caballo blanco con un arnés con cloisonné turquesa haciendo de Lady Godiva.
La obra Equivoque pudo haber motivado a Barney a abandonar Neuilly en 1909. Según un artículo de un periódico contemporáneo, su casero se negó a que realizara una representación al aire libre de una obra de Safo, considerando que «seguía la Naturaleza demasiado de cerca». Canceló su contrato con el casero y alquiló el pabellón de dos plantas de la Rue Jacob 20 del barrio Latino de París, donde mantuvo su salón hasta finales de la década de 1960. Se trataba de una pequeña casa de dos plantas separada en tres lados del edificio principal que daba a la calle. Cerca del pabellón había un jardín grande y exuberante con un «Templo de la Amistad» dórico escondido en una esquina. En este nuevo lugar, el salón creció con una cara externa más correcta, con lecturas de poemas y conversaciones, tal vez porque le habían dicho a Barney que los suelos del salón no soportarían grandes fiestas con bailes. Algunos invitados habituales durante este periodo fueron Pierre Louÿs, Paul Claudel, Philippe Berthelot y el traductor J. C. Mardrus.

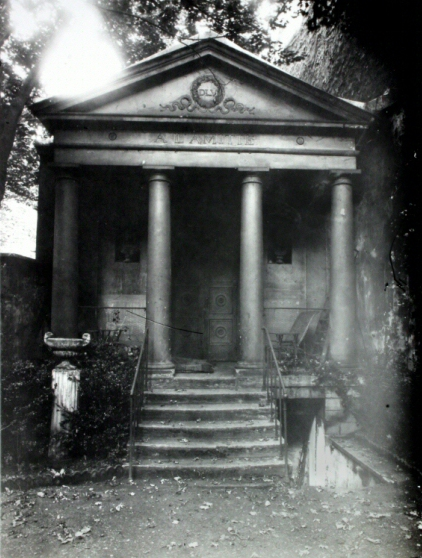
El templo de la Amistad.

Durante la Primera Guerra Mundial el salón se convirtió en un refugio para aquellos que se oponían a la guerra. Henri Barbusse leyó en una ocasión su novela antibélica Under Fire y Barney organizó un Congreso Femenino por la Paz (Women's Congress for Peace) en la Rue Jacob. Otros invitados al salón durante la guerra incluyeron a Oscar Milosz, Auguste Rodin y el poeta Alan Seeger durante su permiso de la Legión Extranjera Francesa. Ella misma escribiría: “Las mujeres no echarían a perder con tanta rapidez e inutilidad las vidas que gestaron con tanto cuidado y dolor. ¿Por qué deben someterse a la masacre de los inocentes, una generación tras otra… y permitirles que se críen como ganado para el ineludible matadero?”
A principios de la década de 1920, Ezra Pound era un amigo muy cercano de Barney y lo visitaba a menudo. Los dos planearon crear una institución con el nombre de Bel Esprit que concedería dinero a escritores, uno francés y otro inglés, los elegidos fueron Paul Valéry y T. S. Eliot para que pudieran abandonar sus trabajos y concentrarse en escribir, pero Valéry encontró otros mecenas y Eliot rechazó la beca. Pound introdujo a Barney al compositor avant-garde George Antheil y aunque su gusto musical se inclinaba más a lo tradicional, organizó los estrenos de la Sinfonía para cinco instrumentos y el Cuarteto de Primera Cuerda en la Rue Jacob. Fue también en el salón de Barney donde Pound conoció a la que sería su amante por muchos años, la violinista Olga Rudge.
El número de invitados solía ser de 30 a 35, aunque a veces podían llegar a 50 o 100. En ocasiones especiales, como en 1927 cuando homenajeó a Gertrude Stein llegó a reunir 200 personas en su jardín. En 1927 Barney inició una Académie des Femmes (Academia de Mujeres) para honrar a las mujeres escritoras. Se trataba de una respuesta a la influyente Academia Francesa fundada en el siglo XVII por Luis XIII y cuyos 40 «inmortales» no incluían a ninguna mujer en aquel entonces. Al contrario que la Academia Francesa, su Academia de Mujeres no era una organización formal, sino más bien una serie de lecturas que se realizaban como para de los salones regulares de los viernes. Las honradas fueron Colette, Gertrude Stein, Anna Wickham, Rachilde, Lucie Delarue-Mardrus, Mina Loy, Djuna Barnes y de forma póstuma Renée Vivien.
Otros invitados al salón durante los años 20 incluyeron a los escritores franceses André Gide, Anatole France, Max Jacob, Louis Aragon y Jean Cocteau junto a los escritores en lengua inglesa Ford Madox Ford, William Somerset Maugham, F. Scott Fitzgerald, Sinclair Lewis, Sherwood Anderson, Thornton Wilder, T. S. Eliot y William Carlos Williams y más aún, el poeta alemán Rainer Maria Rilke, el poeta bengalí Rabindranath Tagore (el primer premio Nobel de Asia), el diplomático rumano Matila Ghyka, la periodista Janet Flanner (que marcó el estilo del New Yorker), la periodista, activista y editora Nancy Cunard, los editores Caresse y Harry Crosby, la mecenas y coleccionista de arte Peggy Guggenheim, Sylvia Beach (dueña de la librería que publicó la novela Ulysses, de James Joyce), las pintoras Tamara de Lempicka y Marie Laurencin y la bailarina Isadora Duncan.
Para su libro de 1929 Aventures de l'Esprit (Aventuras de la Mente) Barney dibujó un diagrama que recogía los nombres de más de cien personas que habían asistido al salón en un mapa aproximado de la casa, jardín y el «Templo de la Amistad». La primera parte del libro contiene recuerdos de trece escritores masculinos que conocía o conoció a lo largo de los años, y la segunda contiene un capítulo para cada miembro de su Académie des Femmes. Esta estructura basada en el equilibrio de género no se trasladó al embalaje del libro, que nombraba a ocho de los escritores masculinos y luego añadía «...y algunas mujeres».
A finales de los 20 Radclyffe Hall atrajo a una multitud tras la prohibición de su novela El Pozo de la Soledad en el Reino Unido.Una lectura por parte de la poeta Edna St. Vincent Millay llenó el salón en 1932. En otro salón de los viernes en los años 30, Virgil Thomson cantó parte del Four Saints in Three Acts, una ópera basada en un libreto de Gertrude Stein.
De los famosos escritores modernistas que pasaron algo de tiempo en París, Ernest Hemingway nunca asistió al salón. James Joyce fue una o dos veces pero no le atraía demasiado. Marcel Proust nunca fue un viernes, aunque sí fue a la Rue Jacob 20 en una ocasión para hablar con Barney sobre la cultura lesbiana mientras investigaba para su novela En busca del tiempo perdido. Su visita se retrasó en varias ocasiones debido a su mala salud y cuando por fin tuvo lugar el encuentro, se sintió demasiado nervioso para hablar del tema que le había llevado hasta allí.

## Obra

### Poesía y obras de teatro

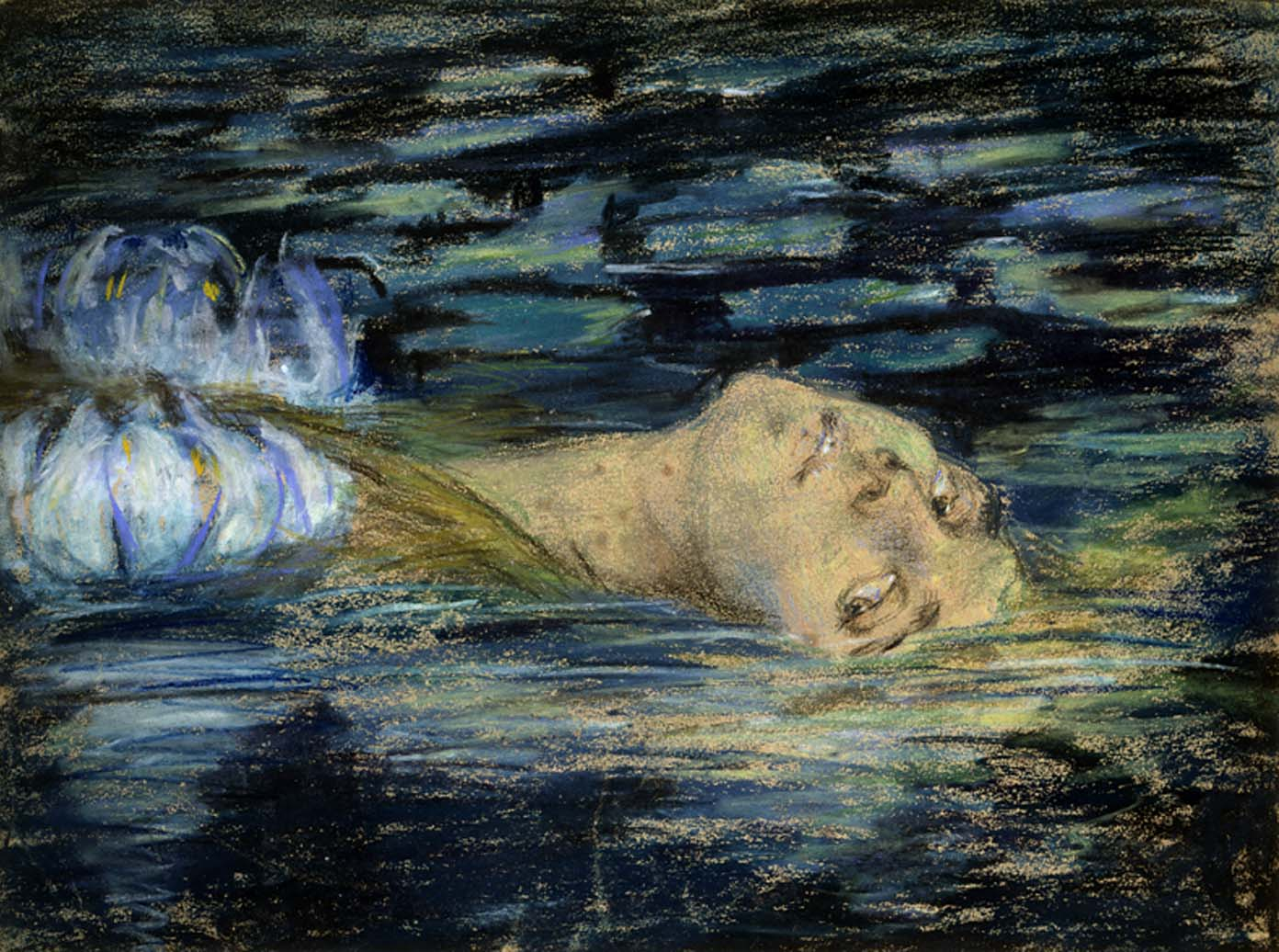
Waterlily, un retrato de Ellen Goin —prima de Barney—, fue una de las ilustraciones de Quelques Portraits-Sonnets de Femmes.

Barney publicó su primer libro en 1900, una colección de poemas titulada Quelques Portraits-Sonnets de Femmes (Algunos retratos-sonetos de la mujer). Los poemas fueron escritos en verso tradicional francés y estilo formal antiguo, ya que no se interesaba por el verso libre. Estos poemas han sido descritos como «trabajo de aprendiz», pero mediante su publicación, Barney se convirtió en la primera mujer poeta en escribir abiertamente sobre el amor entre mujeres desde Safo. Su madre contribuyó con ilustraciones al pastel de los temas de los poemas, sin saber que tres de las cuatro mujeres que posaron para ella eran amantes de su hija.
Las críticas fueron positivas en general y pasaron por alto el tema lésbico de los poemas, algunos incluso lo tergiversaron. The Washington Mirror dijo: «Barney escribe odas a los labios y ojos de los hombres, no como un novato cualquiera». Sin embargo, el titular en un diario de chismes de sociedad gritó: «Safo canta en Washington» y esto alertó a su padre, quien compró y destruyó las existencias restantes de la editorial y las planchas de impresión.
Para escapar del dominio de su padre, publicó su siguiente libro Cinq Petits Dialogues Grecs (Cinco pequeños diálogos griegos, 1901), bajo el seudónimo de Tryphé. El nombre vino de la obra de Pierre Louÿs, quien le ayudó a editar y a revisar el manuscrito. Barney también le dedicó el libro. El primero de los diálogos sucede en la antigua Grecia y contiene una amplia descripción de Safo, quien es «más fiel en su inconstancia que otros en su fidelidad». Otro argumenta a favor del paganismo sobre el cristianismo. La muerte de su padre en 1902 le dejó una cuantiosa fortuna, liberándola de cualquier necesidad de ocultar la autoría de sus libros, por lo que nunca volvió a usar un seudónimo.
Je me souviens fue publicado en 1910, después de la muerte de Vivien. Ese mismo año publicó Actes et Entr'actes (Actos e interludios), una colección de obras cortas y poemas. Una de las obras, Equivoque (Ambigüedad), era una versión revisionista sobre la leyenda de la muerte de Safo: en lugar de tirarse por un acantilado por el amor de Faón —el marinero—, lo hace debido al dolor que le provocó el matrimonio de Faón con la mujer que amaba. La obra incorpora citas de fragmentos de Safo, con notas propias de Barney en griego.
Barney no se tomaba su poesía tan en serio como Vivien y dijo: «si yo tuve una ambición era convertir mi propia vida en un poema». Sus obras fueron representadas únicamente a través de producciones de aficionados en su jardín. Según Karla Jay, la mayoría de ellas carecían de un argumento coherente y «probablemente confundirían hasta al público más empático». A partir de 1910 escribió la mayoría de los epigramas y las memorias por las que es más conocida. Su último libro de poesía se llama Poems & Poèmes: Autres Alliances y se publicó en 1920. Reúne poesía romántica en francés y en inglés. Barney le pidió a Ezra Pound que editara los poemas, pero luego ignoró las detalladas recomendaciones que le hizo.

### Epigramas y novela
Èparpillements (Dispersiones, 1910) fue la primera colección de pensées de Barney -literalmente, pensamientos o ideas-. Esta forma literaria se había asociado a la cultura de salón de Francia desde el siglo XVII, cuando el género se perfeccionó en el salón de Madame de Sablé. Las pensées de Barney, como las propias Maximes de Sable, eran cortas, frecuentemente epigramas de una línea o bon mots tales como «Hay más oídos malvados que malas lenguas» y «Estar casada es no estar ni sola ni acompañada».
Su carrera literaria recibió un espaldarazo tras enviar una copia de Èparpillements a Remy de Gourmont, un poeta, crítico literario y filósofo francés que se había vuelto un recluso tras contraer la enfermedad desfigurativa lupus vulgar cuando se encontraba en la treintena. Se sintió lo suficientemente impresionado para invitar a Barney a una de sus reuniones dominicales en su casa, en las que normalmente solamente recibía a un pequeño grupo de viejos amigos. Ella fue una influencia rejuvenecedora en su vida, animándole a salir a pasear en coche por las tardes, a ir a cenar a la Rue Jacob, a un baile de máscaras e incluso a un breve crucero en el Sena. Él transformó algunas de sus conversaciones que tantos temas abarcaban en una serie de cartas que publicó en el Mercure de France, llamándola a ella l'Amazone, una palabra francesa que puede significar tanto jinete como  Amazona; posteriormente las cartas fueron recopiladas en formato libro. Remy de Gourmont murió en 1915, pero el sobrenombre que le otorgó acompañaría a Barney toda su vida (incluso su lápida la identifica como "la Amazona de Remy de Gourmont") y sus Cartas a la Amazona dejaron a los lectores con ganas de saber más acerca de la mujer que las había inspirado.
Barney les complació en 1920 con Pensées d'une Amazone (Pensamientos de una Amazona), su trabajo más abiertamente político. En la primera sección, «Adversidad sexual, Guerra y Feminismo», desarrolla temas feministas y pacifistas, describiendo la guerra como un «suicidio involuntario y colectivo ordenado por el hombre». La forma epigramática hace que resulte difícil determinar los detalles de las opiniones de Barney; se presentan ideas solamente para ser descartadas inmediatamente y algunas pensées parecen contradecir otras.. Algunos críticos interpretan que ella dice que la agresión que conduce a la guerra es visible en todas las relaciones masculinas. Sin embargo, Karla Jay argumenta que su filosofía no era tan amplia y que se resume mejor en el epigrama «Aquellos que aman la guerra carecen de amor por un deporte adecuado-el arte de vivir».;
Otra sección de Pensées d'une Amazone, «Malentendidos, o el juicio de Safo», recopilaba escritos históricos sobre la homosexualidad junto con sus propios comentarios. También cubrió temas como el alcohol, la amistad, la tercera edad y la literatura, escribiendo que «las novelas son más largas que la vida» y que «el Romanticismo es una enfermedad infantil; los que la padecen de niños son los más robustos». Un tercer volumen, Nouvelles Pensées de l'Amazone (Nuevos pensamientos de una Amazona) apareció en 1939.
The One Who is Legion, or A.D.'s After-Life (Una que es Legión, o La vida después de la muerte de A.D., 1930) fue el único libro de Barney escrito totalmente en inglés, así como su única novela. Ilustrado por Romaine Brooks, trata de una suicida, conocida solamente como A.D., que vuelve a la vida como un ser hermafrodita que lee el libro de su propia vida. Este libro-dentro-de-un-libro, titulado The Love-Lives of A.D. (Las vidas de amor de A.D.), es una colección de himnos, poemas y epigramas, parecido a las otras obras de la propia Barney.

## Legado

### En el arte:The Dinner Party
En 1979 Nathalie Barney tuvo un lugar en la instalación artística de la feminista Judy Chicago, The Dinner Party. Esta es una historia simbólica de la mujer en la civilización occidental que representa a 1.038 mujeres de la historia; 39 de ellas están representadas por cubiertos y otras 999 en los nombres que están inscritos en The Heritage Floor sobre el que descansa la mesa. Su plato está inspirado en un cuenco de Tiffany y toma su forma del lirio, una flor muy apreciada por Barney. Tradicionalmente símbolo de feminidad, el lirio era un motivo común en el Art Nouveau, un estilo artístico caracterizado por líneas curvas y motivos naturales popular en la década de 1890, cuando Barney llegó a París. También fue el emblema de una de las primeras amantes de Barney, la famosa cortesana Liane de Pougy.

### En la literatura
Su influencia indirecta en la literatura, a través de su salón y su gran cantidad de amigos literarios es visible en la cantidad de escritores que la han mencionado o retratado en sus obras. Claudine se va de Colette (1903) contiene una pequeña aparición de Barney como «Miss Flossie», reutilizando el mote que se le había dado con anterioridad en la novela de Pougy Idylle Saphique. Renée Vivien escribió multitud de poemas sobre ella, además de una novela simbolista, Une Femme M'Apparut (1904), en la cual se la describe con «ojos ... tan afilados y azules como una cuchilla... De ella emanaba un toque peligroso y me arrastró inexorablemente». Remy de Gourmont la mencionó en sus Cartas a la amazona (1914) y Truman Capote en su novela inconclusa Plegarias atendidas (1975).
Según Lillian Faderman, «Seguramente no había ninguna lesbiana en las cuatro décadas entre 1928 y finales de 1960 capaces de leer inglés ni ninguna otra de las once lenguas a las cuales fue traducido el libro que no conociese El pozo de la soledad». A pesar de que la autora de la novela, Radclyffe Hall, pretendió que sirviese de argumento para la mayor tolerancia hacia los que ella llamaba «invertidos sexuales», fue criticado a menudo por las lectoras lesbianas por el auto-odio de la protagonista y el uso de términos como «freak» o «error de la naturaleza». Barney, al igual que la anfitriona del salón Valérie Seymour, aparece en la novela como símbolo de una actitud distinta. «Valérie, plácida y segura de sí misma, creó una atmósfera de coraje; todos se sentían muy normales y valientes cuando se juntaban en su salón».
Barney y las mujeres de su entorno social son el tema principal en El almanaque de las mujeres (1928) de Djuna Barnes, un roman à clef escrito en un estilo arcaico, como el de François Rabelais, junto a las ilustraciones propias de Barnes en el estilo de las xilografías isabelinas. Tiene el papel principal de la obra, Dame Evangeline Musset, «[una] amenaza y una pionera» en su juventud, Dame Musset ha alcanzado «los cincuenta enseñada e ingeniosa»; salva a mujeres consternadas, dispensa sabiduría y en su muerte es elevada a santidad. También aparecen con seudónimos Elisabeth de Gramont, Romaine Brooks, Dolly Wilde, Radclyffe Hall y su pareja Una, Lady Troubridge, Janet Flanner, Solita Solano y Mina Loy. El lenguaje oscuro, chistes internos y la ambigüedad de  El almanaque de las mujeres  ha mantenido a los críticos discutiendo sobre si es una sátira cariñosa o un amargo ataque, pero a Barney misma le encantó el libro y lo releyó varias veces a lo largo de su vida.
Lucie Delarue-Mardrus le escribió poemas de amor a Barney a principios de siglo y en 1930 la describió en su novela, L'Ange et les Pervers, en la que dice que «analicé y describí a Natalie a fondo además de la vida en la cual me inició». El protagonista de la novela es un intersexual llamado Marion, que lleva una doble vida, frecuentando salones literarios vestido de mujer, cambiándose de falda a pantalón para asistir a fiestas gay. Barney es Laurette Wells, una anfitriona de salón quien pasa la mayor parte de la novela intentado reconquistar a una examante basada libremente en Renée Vivien.La descripción que da el libro de ella es, a menudo, duramente crítica, aunque es la única persona con quien Marion se siente bien. Él/ella le cuenta a Wells que [ella] es «perversa... disoluta, egocéntrica, injusta, terca, a veces mezquina... [aunque] una rebelde genuina, siempre dispuesta a incitar a los demás a la rebelión.... Eres capaz de amar a alguien tal y como es, incluso una furtiva que radica en tu única fidelidad. Por eso tienes mi respeto».
Después de conocer a Barney en los años 1930, la poetisa rusa Marina Ivanovna Tsvetaeva habló de ella en Cartas a la amazona (1934) expresando sus conflictivos sentimientos sobre el amor entre mujeres. El resultado, según Terry Castle, es «una pieza de ensueño críptica, paranoide e irresistible».

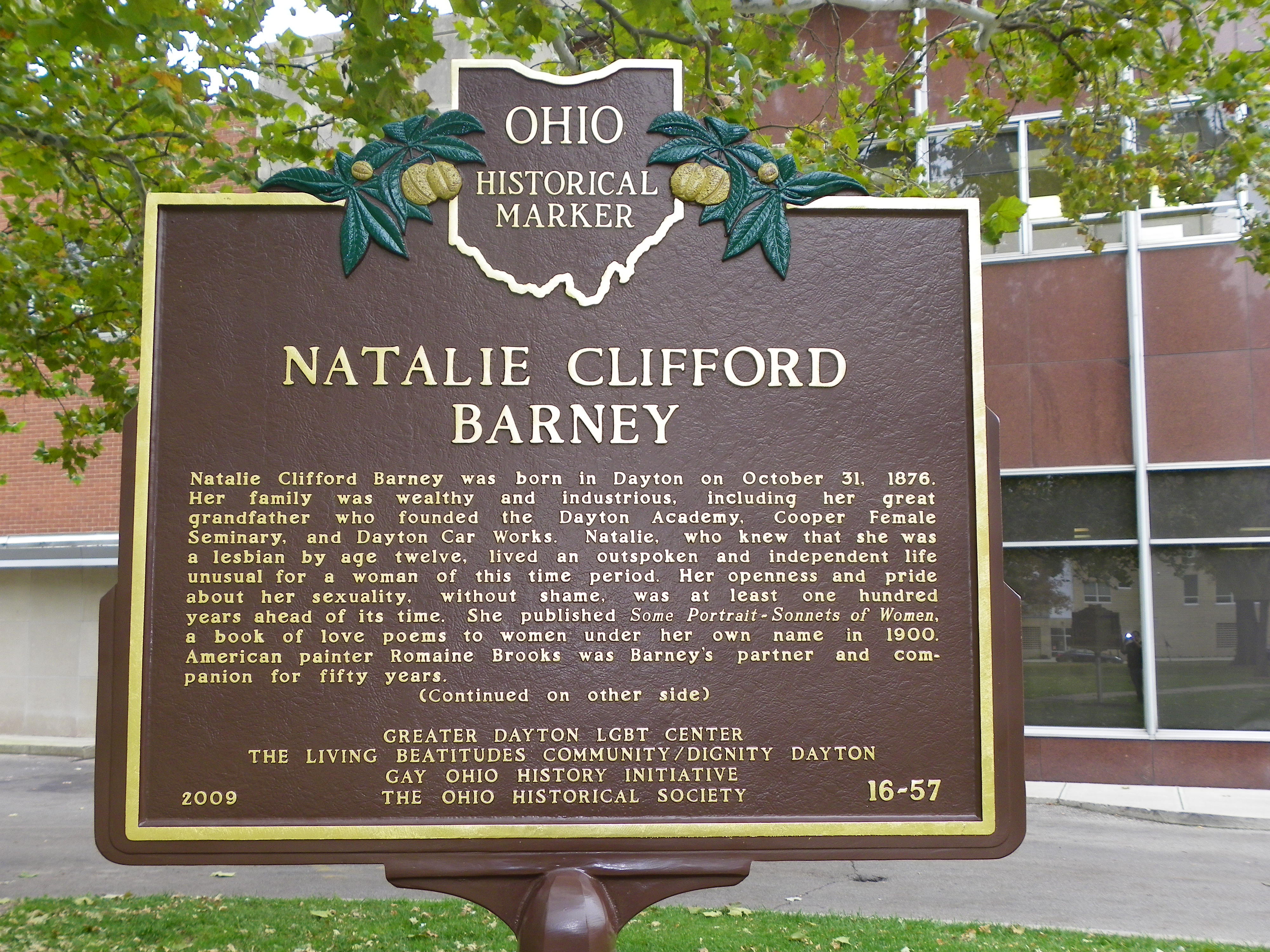
Señal histórica en honor a Barney, ubicada en Dayton Cooper Park.

También aparece en dos novelas de escritores que ni siquiera llegaron a conocerla: Un Soir chez l'Amazone (2004) de Francesco Rapazzini es una novela histórica que trata sobre el salón de Barney, mientras que Minimax (1991) de Anna Livia la retrata a ella junto con Renee Vivien como vampiresas aún vivas.

### Reconocimientos
En los años 1980 se la comenzó a reconocer por lo que Karla Jay vino a llamar «casi extraña anticipación» de las inquietudes de las escritoras feministas posteriores.
El 26 de octubre de 2009, Barney fue honrada con una placa histórica en su ciudad natal Dayton, Ohio. Es la primera placa histórica de Ohio en remarcar la orientación sexual del homenajeado.

## Obras

### En francés
- Quelques Portraits-Sonnets de Femmes (París: Ollendorf, 1900).
- Cinq Petits Dialogues Grecs (París: La Plume, 1901; como «Tryphé»).
- Actes et entr'actes (París: Sansot, 1910).
- Je me souviens (París: Sansot, 1910).
- Eparpillements (París: Sansot, 1910).
- Pensées d'une Amazone (París: Emile Paul, 1920).
- Aventures de l'Esprit (París: Emile Paul, 1929).
- Nouvelles Pensées de l'Amazone (París: Mercure de France, 1939).
- Souvenirs Indiscrets (París: Flammarion, 1960).
- Traits et Portraits (París: Mercure de France, 1963).

### En inglés
- Poems & Poèmes: Autres Alliances (París: Emile Paul, Nueva York: Doran, 1920) –colección bilingüe de poesía—
- The One Who Is Legion (Londres: Eric Partridge, Ltd., 1930; Orono, Maine: National Poetry Foundation, 1987).

### Traducciones al castellano
- De trazos a retrato, trad.: Maria Gomis, Icaria editorial (1988). ISBN:13: 978-8474261417
- Recuerdo, trad.: Lydia Vázquez; prólogo de Luna Miguel, Tránsito (2025). ISBN: 978-84-129018-7-0
- Dispersiones, trad.: Julio Pollino Tamayo, Cypres (2025). ISBN:9791387504021

### (en francés)
- Le Temple de l'Amitié
- Entrevista a Natalie Barney en 1966

- Datos: Q34782
- Multimedia: Natalie Clifford Barney / Q34782
- Citas célebres: Natalie Clifford Barney